# The Big Cigar
The Big Cigar è una miniserie televisiva del 2024, basato sull'omonimo articolo di Playboy del 2012 di Joshuah Bearman. Seguendo gli eventi del Pantere Nere negli anni '70, la serie parla del fondatore del partito Huey P. Newton che fugge dal Federal Bureau of Investigation (FBI) a Cuba con l'aiuto di Bert Schneider per un piano elaborato.
La miniserie vede protagonisti André Holland, Alessandro Nivola, Tiffany Boone, P. J. Byrne e Marc Menchaca. The Big Cigar ha presentato in anteprima i suoi primi due episodi su Apple TV+ il 17 maggio 2024.

## Trama
Ambientata nel 1974, la serie racconta la caccia all'uomo di Huey P. Newton, il fondatore del Black Panther Party, che cerca l'aiuto del produttore cinematografico Bert Schneider mentre cerca di fuggire a Cuba.

## Personaggi e interpreti

### Personaggi principali
- Huey P. Newton, interpretata da André Holland: il protagonista, che è il fondatore del Black Panther Party.
- Bert Schneider, interpretata da Alessandro Nivola: il produttore cinematografico e televisivo. Lui e il suo socio in affari Steve Blauner hanno nascosto Newton perché era stato condannato per omicidio e aggressione.
- Gwen Fontaine, interpretata da Tiffany Boone: la moglie di Huey P. Newton che è un membro del partito dell'organizzazione.
- Stephen Blauner, interpretata da PJ Byrne: socio in affari e amico d'infanzia di Bert. Lui e Bert hanno aiutato e collaborato con Huey su una serie di piani folli.
- Sydney Clark, interpretata da Marc Menchaca: un agente dell'FBI vestito da hippie che non smette mai di interrogare l'organizzazione, i membri della famiglia e chiunque sia imparentato con Huey.

### Personaggi secondari
- Teressa Dixon, interpretata da Moses Ingram: un giovane membro del partito che si dimostra intraprendente, anche quando convince Huey a dare a Bert i suoi soldi.
- Roz Torrance, interpretata da Jaime Ray Newman.
- Bobby Seale, interpretata da Jordane Christie: un attivista politico e autore che è stato uno dei co-fondatori del Black Panther Party insieme a Newton.

## Episodi
| nº | Titolo Originale      | Titolo                   | Pubblicazione USA | Pubblicazione Italia |
| -- | --------------------- | ------------------------ | ----------------- | -------------------- |
| 1  | Panther/Producer      | Pantera/Produttore       | 17 maggio 2024    | 17 maggio 2024       |
| 2  | The Cuban             | Il cubano                | 17 maggio 2024    | 17 maggio 2024       |
| 3  | Guns & Matzah         | Armi e matzah            | 24 maggio 2024    | 24 maggio 2024       |
| 4  | What Are Friends For? | A che servono gli amici? | 31 maggio 2024    | 31 maggio 2024       |
| 5  | Lost Paradise         | Paradiso perduto         | 7 giugno 2024     | 7 giugno 2024        |
| 6  | The Pirate            | Il Pirata                | 14 giugno 2024    | 14 giugno 2024       |

## Produzione
Nel dicembre 2012 è stato annunciato che Jonathan Dayton e Valerie Faris avrebbero diretto il progetto per la Sony Pictures, all'epoca sviluppato come film, con Joshuah Bearman, autore dell'articolo originale, e Jim Hecht pronti a scrivere la sceneggiatura.
Il progetto, ora una miniserie, ha ricevuto il via libera da Apple TV+ nell'aprile 2022, con André Holland nel cast come protagonista. È stato annunciato che Don Cheadle dirigerà i primi due episodi oltre alla produzione esecutiva. A giugno, Tiffany Boone e Alessandro Nivola si sono uniti al cast, con Marc Menchaca e P. J. Byrne che si sono uniti il mese successivo. Ad agosto, Jordane Christie, Moses Ingram, Olli Haaskivi e Glynn Turman furono scelti per recitare nella serie. A settembre è stato annunciato un cast aggiuntivo ricorrente, tra cui Jaime Ray Newman e Noah Emmerich.
Le riprese della serie sono iniziate a Toronto nel giugno 2022, come rivelato dalla showrunner Janine Sherman Barrois. Ad agosto, la produzione si è svolta a Hamilton, in Ontario, dove il municipio di Hamilton veniva utilizzato come controfigura per l'aeroporto internazionale di San Francisco.

## Accoglienza
Sull'aggregatore di recensioni Rotten Tomatoes, la serie ha un indice di gradimento dell'72% basato su 29 recensioni, con una valutazione media di 6.5/10. Il consenso del sito recita: "Una performance magnetica di André Holland fa avvicinare The Big Cigar all'accensione, ma la mancanza di focus narrativo smorza leggermente la scintilla." Metacritic ha invece assegnato un punteggio medio ponderato di 61 su 100, sulla base di 18 critici, indicando "recensioni generalmente favorevoli".